# Mondi invisibili
Mondi invisibili (Jack of Eagles), edito anche come L'asso di coppe, è un romanzo di fantascienza del 1952 dello scrittore statunitense James Blish (Greenberg, New York 1952). È stato tradotto per la prima volta nel 1954.

## Trama
Danny Caiden, giornalista per una rivista di alimentari, pubblica un articolo che può rivelare una manovra speculativa di un'azienda. Licenziato perché non fornisce le prove, scopre di essere dotato di potenti poteri di preveggenza e decide di giocare, vincendo, ai cavalli.
A questo punto Danny viene inseguito dall'FBI per aver rivelato l'inchiesta, dagli allibratori clandestini per aver vinto alle corse, da Marla, graziosa cartomante in cerca di nuovi trucchi di prestigio, e dalla Società per le Ricerche Psichiche che, sotto l'apparenza di scopi scientifici e di studi sulla parapsicologia, l'unico interesse è in realtà dominare il mondo. 
Grazie all'aiuto di uno scienziato e di Sean Hannessy, ex collega giornalista che in realtà è un potente esper di una società segreta che combatte la Società per le Ricerche Psichiche, riesce a salvarsi e sconfiggere chi vuole conquistare il mondo. Riuscirà infine a fidanzarsi anche con Marla.

## Edizioni
- James Blish, Jack of Eagles, Greenberg, 1952.

- James Blish, Mondi invisibili, traduzione di Eugenio Crescini, collana Urania n° 47, Arnoldo Mondadori Editore, 1954,  p. 128.
- James Blish, L'asso di coppe, traduzione di Vanna Lombardi, collana Galassia n° 8, Piacenza, Casa Editrice La Tribuna, 1988,  p. 142.
- James Blish, Mondi invisibili, traduzione di Eugenio Crescini, collana Classici Fantascienza n° 139, Arnoldo Mondadori Editore, 1988,  p. 167.